# Province de Salta
La province de Salta est une province de l'Argentine, située à l'extrême nord-ouest du pays. Elle est limitée au nord par la province de Jujuy et par la Bolivie, à l'est par le Paraguay, Formosa et la province du Chaco, au sud par les provinces de Santiago del Estero, de Tucumán et de Catamarca, enfin à l'ouest par le Chili.
Sa population était de 1 215 207 habitants en 2010. Sa capitale Salta avait 535 303 habitants la même année.

## Histoire

### Période précolombienne

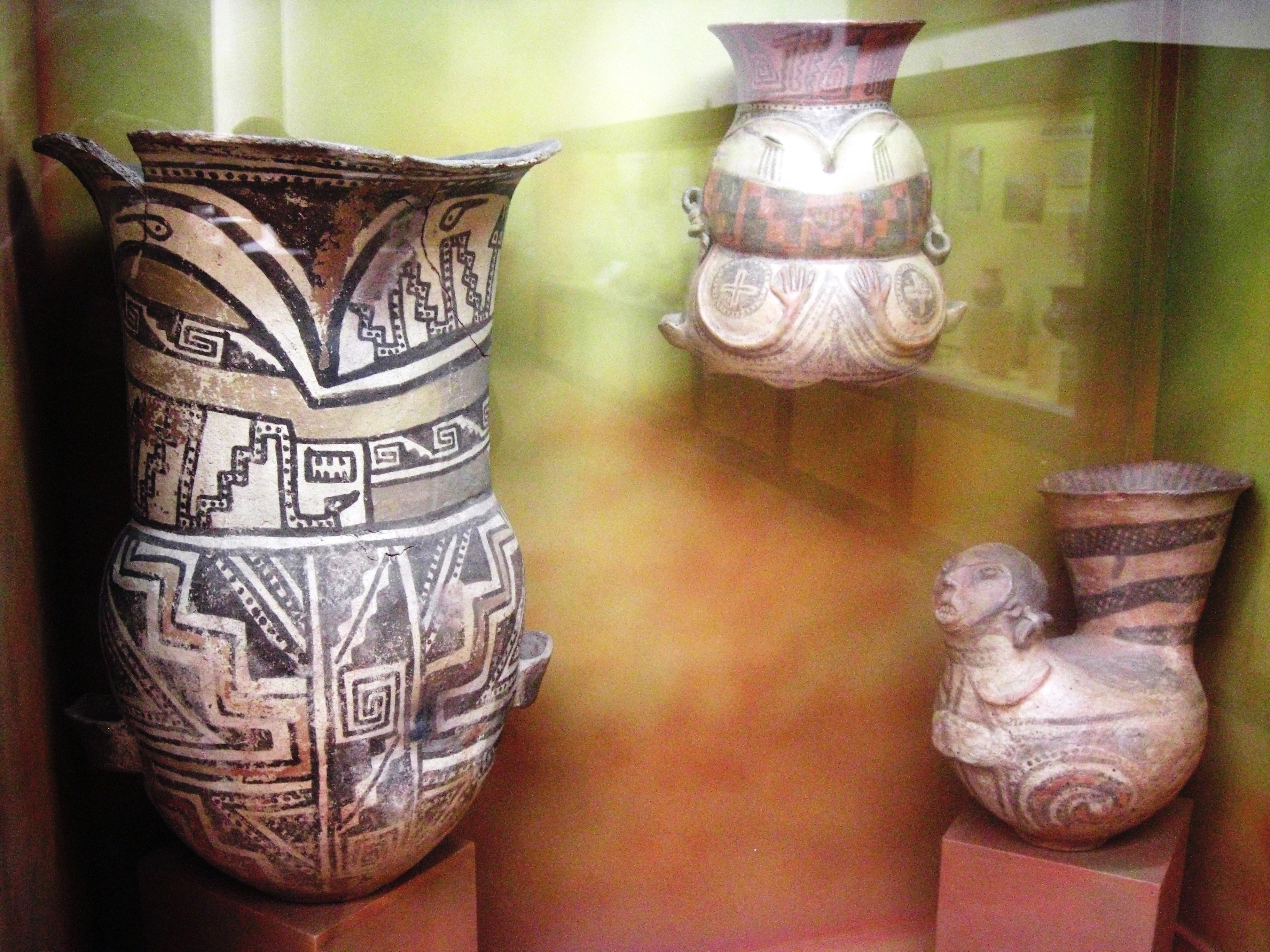
Céramiques des Vallées Calchaquíes exposées au musée de La Plata

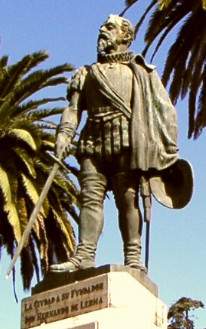
Statue de Hernando de Lerma (1541-1592), sur la plaza Güemes de Salta. Gouverneur cruel et sociopathe avéré, il finit misérablement dans une prison en Espagne.

Les découvertes archéologiques faites en province de Salta et dans les provinces voisines portent à croire que l'être humain commença à peupler la région il y a quelque dix mille ans, grâce à des migrations successives provenant du nord. Vers le XVe siècle, peu avant l'arrivée des espagnols, le territoire était habité par les Omaguacas et les Diaguitas, dont les principales partialités (ou tribus) étaient les Pulars, les Guachipas, les Hualfins, les Amaichas, les Quilmes, les Yavis, les Churumatas, les Tomatas et les Tolombons. Comme ils avaient la même langue en commun, le kakán ou kakan, on les regroupa tous sous le nom de Diaguitas ou Calchaquís, bien qu'eux-mêmes se dénommaient Paziocas ou Pacciocas.
Dans la région de la puna habitaient les Lickan-antay de langue cunza, mieux connus sous le nom de Atacamas, principalement ceux du groupe Lipe-Chicha, de culture très semblable à celle des Diaguitas-Paziocas. Ce fut entre les XIIe et XVe siècles que se développa la seigneurie de Tastil fondée par les Atacamas.
Vers 1470-80 toutes ces ethnies et tribus ou partialités furent conquises et soumises par les Quechuas de l'Empire inca venus du Pérou, qui installèrent leur principal centre de domination dans la cité de Sikuani (approximativement l'actuelle Chicoana).
Dans le Chaco salteño, cependant, habitaient et habitent encore les Wichís (appelés péjorativement "Matacos" à partir de la invasion quechua), les Chanés, les Chorotís, les Chiriguanos et les Tobas ou Qom'lek, ainsi que des groupes de Vilelas. Les Quechuas diffusèrent la dénomination de « cunco » (sauvages) et de « chavanco » pour l'ensemble des ethnies de la région chaquéenne.

### Époque coloniale espagnole

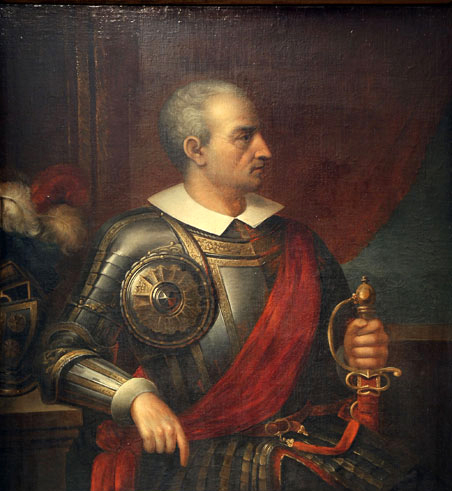
Diego de Almagro fut le premier espagnol à pénétrer dans la région.

Le premier espagnol à pénétrer dans la région fut Diego de Almagro, en 1535. Le suivit bientôt Diego de Rojas, qui passa par le sud de la province. Hernando de Lerma, exécutant les ordres du vice-roi du Pérou Francisco de Toledo, établit la première localité permanente qu'il appela San Felipe de Lerma, dans la vallée de Salta, le 16 avril 1582. Mais Lerma perpétra d'innommables atrocités y compris contre des espagnols, si bien qu'il se rendit odieux auprès de tous. Il fut rappelé, jugé et emprisonné en Espagne où il mourut sans avoir droit à une sépulture. Son corps fut livré aux charognards. Raison pour laquelle, on débaptisa la ville que l'on appela désormais Salta. 
La région fit partie de la vice-royauté du Pérou jusqu'en 1772, année où la couronne espagnole créa la vice-royauté du Río de la Plata. En 1782 fut créée l'Intendencia de Salta del Tucumán, dont la capitale était la ville de Salta.
En 1794 on fonda la ville stratégique de San Ramón de la Nueva Orán, lien direct entre les villes de Tarija et de Salta.
En 1807 par Ordre Royal (Real Orden), la région de Tarija fut incorporée à l'Intendencia de Salta del Tucumán.

### Indépendance et guerres civiles (1810-1853)
En juin 1810, le cabildo de Salta se rallia à la révolution de Mai, et forma en 1811 le premier contingent de l'Armée du Nord.
Durant la guerre d'indépendance argentine, la ville de Salta fut envahie plusieurs fois par les royalistes : du 29 janvier au 10 mars 1812, puis du 15 avril au 4 mai 1817, par José de La Serna, du 31 mai à la fin du mois de juin 1820, par Juan Ramírez Orozco, et du 7 juin au 14 juillet 1821 par Pedro Antonio de Olañeta. Durant ces occupations, le caudillo Martín Miguel de Güemes organisa la résistance et les offensives des patriotes, et initia une redoutable guerre de guérilla appelée populairement Guerra Gaucha (du mot gaucho), jusqu'à sa mort au combat en 1821.
Avec la bataille de Salta (20 février 1813), Manuel Belgrano parvint à libérer presque totalement le nord-ouest du pays, bien que des attaques royalistes sporadiques continuèrent depuis le Haut-Pérou jusqu'en 1826.
Une fois consolidée l'indépendance, Salta s'enlisa, à l'instar du reste du pays, dans un tourbillon de luttes entre Unitaires et Fédéralistes. La province fut gouvernée alternativement par les deux partis.

### Formation du territoire actuel de la province de Salta (1814-1943)

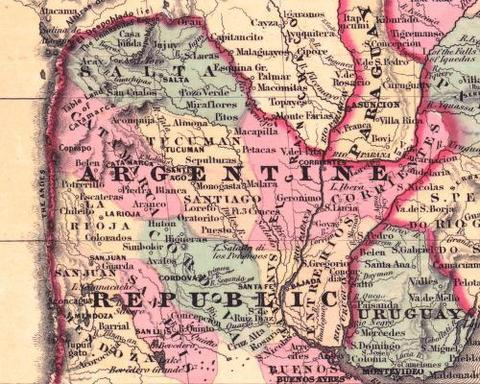
Carte de l'Argentine, datant du début du XIXe siècle, où l'on voit Salta et Jujuy formant une seule province. La scission eut lieu en novembre 1834

Très peu de temps après la révolution de Mai, dès 1814, l'ancienne Intendance de Salta del Tucumán commença à se désintégrer, et un long processus commença durant lequel le territoire de la province acquit ses contours actuels, à la suite de conflits avec les provinces voisines, de conflits entre l'Argentine et les pays voisins, et de guerres avec les tribus amérindiennes du Chaco. Ce n'est qu'en 1943 que la province acquit ses frontières actuelles.
Par décret du 8 octobre 1814, le directeur suprême Gervasio Posadas divisa l'Intendance de Salta del Tucumán en deux : 
- La Province de Salta, au nord, comprenait l'actuelle province de Salta, plus le département de Tarija avec la région des Chilchas et des Lípes (actuellement rattachés au département de Potosí en Bolivie), la province de Jujuy et le littoral de la région d'Antofagasta-Atacama (actuellement territoire chilien).
- La « Gobernación Intendencia del Tucumán », au sud (actuelles provinces de Tucumán, de Catamarca et de Santiago del Estero)

Le 26 août 1826 un coup d'État sépara le département de Tarija non seulement du Salta mais aussi de la nation argentine, l'annexant à la Bolivie. La guerre argentino-brésilienne qui faisait rage à ce moment facilita le coup de force, de même que les luttes civiles en Argentine et aussi les tentatives mal supportées de certains dirigeants salteños visant à maintenir Tarija comme dépendant de Salta. Le Congrès national, par la loi du 30 novembre 1826, éleva Tarija au statut de province, mais celle-ci n'appartenait déjà plus au territoire argentin.
Le 22 novembre 1834, la province de Jujuy se sépara de Salta et devint une nouvelle province argentine. Mais la région d'Orán, au nord-est de Jujuy, (actuels départements d'Orán, de Santa Victoria, d'Iruya, de Rivadavia et de San Martín) décida de rester unie à Salta, encore qu'ultérieurement (en 1881) il y ait eu une tentative de la séparer et de la transformer en une nouvelle province argentine, avec San Ramón de la Nueva Orán comme capitale. Cette tentative échoua. L'union d'Orán avec Salta explique la curieuse forme de fer à cheval que la 
province affiche aujourd'hui.
En 1879 l'armée argentine se lança dans la conquête du Chaco, afin de soumettre les tribus indigènes de la région. Il en résulta que le Chaco central et le Chaco austral se retrouvèrent dans l'orbite de l'État national. Durant l'offensive, des milliers d'amérindiens périrent et les survivants se virent dépossédés de leurs terres qui furent octroyées à des colons. Cette iniquité est à l'origine de conflits entre créoles et aborigènes dans le Chaco salteño. Ultérieurement, par loi no 1.532 de l'Organisation des territoires narionaux (16 octobre 1884), l'État national établit les limites entre Salta et les territoires nationaux du Chaco et de Formosa. La province s'agrandit ainsi vers l'est.

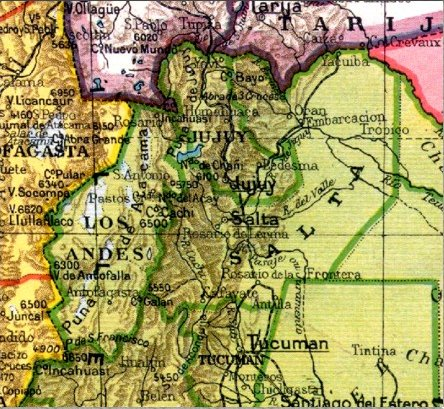
Carte de la première moitié du XXe siècle où l'on peut voir le Territoire national des Andes.

Par le traité du 10 mai 1889 avec la Bolivie, l'Argentine renonçait à ses revendications 
sur Tarija. En compensation, la Bolivie cédait la Puna d'Atacama — territoire qui d'ailleurs avait déjà été incorporé à Salta en 1818 par Martín Miguel de Güemes —, mais qui se trouvait au pouvoir du Chili à la suite de la Guerre du Pacifique (1879-1880). Cette manœuvre bolivienne cédait à l'Argentine un territoire qui avait fait partie de la vice-royauté du Río de la Plata, mais qui appartenait de facto au Chili, cherchant ainsi à provoquer une guerre entre le Chili et l'Argentine. Comme le Chili refusait de livrer les territoires cédés à l'Argentine par la Bolivie, on décida de soumettre la question à l'arbitrage de l'américain 
William Buchanan, qui en 1899 octroya à l'Argentine 75 % du territoire contesté et le reste au Chili.
Par la loi no 3.906 (du 9 janvier 1900) le territoire national des Andes fut créé. Par décret du 12 mai 1900, le Pouvoir Exécutif national argentin divisa le dit Territoire des Andes en trois départements administratifs: Susques (au nord), qui jouxtait la province de Jujuy, Pastos Grandes (au centre), voisin de la province de Salta, et Antofagasta de la Sierra (au sud), limitrophe de la province de Catamarca.
En 1902, la province de Salta céda le département de San Antonio de los Cobres (approximativement 5 500 km²) par la loi no 4.059, afin que cette ville devienne la capitale du territoire, formant ainsi un quatrième département dans le territoire des Andes.
En 1925, l'Argentine céda la souveraineté de la ville de Yacuíba à la Bolivie, bien que cette dernière se situe au sud du parallèle censé déterminer la frontière dans ce secteur. La raison de cette nouvelle péripétie était que la Bolivie avait besoin d'avoir et de conserver une population dans la région du Chaco.
En 1943, le gouvernement argentin décida de dissoudre le territoire national des Andes. Les départements de San Antonio de Los Cobres et de Pastos Grandes furent fusionnés et réintégrés au sein de la province de Salta, constituant l'actuel département de Los Andes. (Susques fut intégré à la province de Jujuy et Antofagasta de la Sierra à la province de Catamarca).

## Zones géographiques

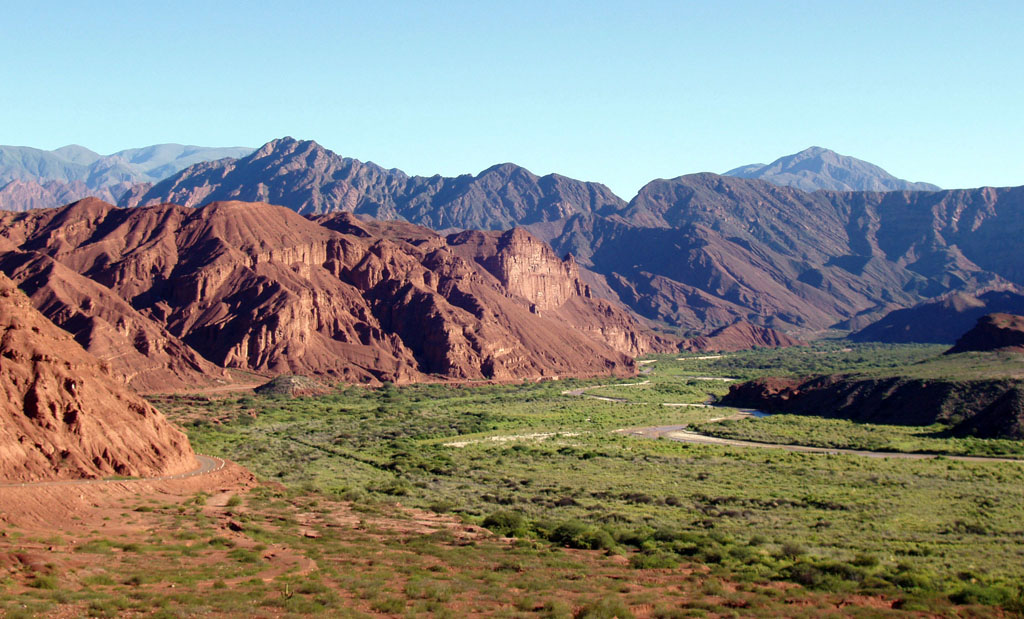
Le Río Calchaquí, à son passage par le sud-ouest de la province. Il constitue le cours supérieur du Río Salado del Norte.

On distingue cinq zones fondamentales :
- à l'ouest, la cordillère occidentale, qui fait frontière avec le Chili et qui comprend de très hauts sommets parmi les plus élevés du continent. Le Llullaillaco est le plus élevé d'entre eux avec ses 6 739 m. Notons encore à la frontière chilienne le volcan Socompa (6 031 m), qui domine le col Paso Socompa ainsi que la route et la voie ferrée qui l'emprunte, l'Aracar (6 095 m), l'Arizaro (5 774 m) et le volcan Azufre (5 706 m).
- un peu plus à l'est, la région de la Puna. Elle est caractérisée par son altitude élevée pour un plateau (3 500 m), son climat sec, aride et froid et sa très faible population. Il y a des salines et des salars (entre autres les salars d'Arizaro et de Pocitos). La ville principale est San Antonio de los Cobres.
- la Cordillère Orientale (au centre-ouest). Elle présente deux parties :
  - le cordon occidental : le plus élevé formé de divers massifs dont le Nevado de Acay, le Cachi et le Chañi qui domine San Salvador de Jujuy avec ses 5 896 mètres.
  - le cordon oriental : moins élevé et dépourvu de cimes enneigées. Au sein de cette région se trouvent des vallées et des canyons ou quebradas, comme la quebrada del Toro, les Vallées Calchaquies (dont celle du río Calchaquí) et celle de Lerma, la plus densément peuplée où est construite la capitale.
- les Sierras Subandines (au centre-est), présentent un paysage humide et boisé ; le climat y est subtropical. C'est, avec le cordon oriental, la région des yungas[3].
- enfin la plaine du Chaco à l'est a un relief bas et plat. Cette zone, qu'on appelle « Chaco salteño », a un climat subtropical à saison sèche, son biome est boisé, et la densité de population est faible.

### Hauts volcans et sommets
Ci-après la liste des volcans et de quelques autres sommets atteignant les 5 500 mètres d'altitude.
Listés par ordre d'altitude, tous sont situés dans la Cordillère des Andes. Certains hébergent des sanctuaires incas.
| Nº | Nom                                              | Hauteur (altitude) | Département                                              | Observation                          |
| -- | ------------------------------------------------ | ------------------ | -------------------------------------------------------- | ------------------------------------ |
| 1  | Volcan Llullaillaco (Toit de la Puna de Atacama) | 6.739              | Département de Los Andes                                 | Sanctuaire inca (Site archéologique) |
| 2  | Nevado de Cachi                                  | 6.380              | Département de Cachi                                     |                                      |
| 3  | Nevado de Palermo                                | 6.148              | Département de Cachi                                     |                                      |
| 4  | Volcan Quehuar o Quewar                          | 6.130              | Département de Los Andes                                 | Sanctuaire inca (Site archéologique) |
| 5  | Volcan Aracar                                    | 6.095              | Département de Los Andes                                 |                                      |
| 6  | Volcan Socompa                                   | 6.051              | Département de Los Andes                                 |                                      |
| 7  | Volcan Salín                                     | 6.029              | Département de Los Andes                                 |                                      |
| 8  | Nevado de Chañi                                  | 5.896              | Département de Los Andes                                 | Sanctuaire inca (Site archéologique) |
| 9  | Volcan Arizaro                                   | 5.754              | Département de Los Andes                                 |                                      |
| 10 | Nevado de Acay                                   | 5.750              | Département de Rosario de Lerma – Département de La Poma | Pétroglyphes (col Abra del Acay)     |

Note: Il existe d'autres sommets secondaires de hauteur analogue, tant dans la Sierra de Cachi que dans la Sierra del Nevado de Palermo. Dans cette liste, ne sont repris que les sommets principaux.

### Voies d'accès

#### Par voie routière

Parcours de la route nationale 40 dans les provinces de Salta et de Jujuy. Le parcours actuel est indiqué en rouge. En vert, les anciens tracés avec l'année du changement et leur dénomination actuelle.

La route nationale 16 fait partie du grand axe qui relie le sud du Brésil à l'océan Pacifique et à la Chine.

Par la route, on rejoint facilement la province et sa capitale, en empruntant la route nationale 9, qui va du sud vers le nord et est mieux connue dans la capitale sous le nom de « La Panamericana ». Cette grand route totalement asphaltée et comportant une bonne portion autoroutière relie les trois villes les plus peuplées du pays, Buenos Aires, Rosario et Córdoba, à la ville de Salta, puis continue vers San Salvador de Jujuy, et se poursuit en Bolivie.
Toujours du sud vers le nord, depuis la ville de Rosario, on peut aussi emprunter la route nationale 34 qui traverse la province, puis celle de Jujuy (le long du río San Francisco), pour se terminer plus au nord, à la frontière bolivienne au niveau de la ville de Profesor Salvador Mazza.
Ces deux grandes artères sud-nord se superposent sur quelque 255 km entre Rosario de la Frontera, au sud et peu avant la frontière avec la province de Jujuy, peu au sud de la ville de General Güemes (localité de Cabeza de Buey). À cet endroit, la RN 9 se dirige vers Salta, tandis que la RN 34 franchit la limite interprovinciale et aboutit aux abords de San Salvador de Jujuy.
La troisième grand-route sud-nord est la route nationale 40, grande voie touristique, qui parcourt parallèlement l'ouest de la province. Venue de la province de Catamarca juste au sud de Cafayate, elle emprunte la totalité de la vallée du río Calchaquí, puis passe en province de Jujuy un peu au nord de San Antonio de los Cobres. Elle permet de ce fait un accès facile au parc national Los Cardones situé sur son trajet. 
La route nationale 68, court également du nord au sud et unit les villes de Cafayate et de Salta. Elle passe par la fameuse Quebrada de Las Conchas où l'on peut admirer de fort curieuses formations montagneuses. Elle relie ainsi les RN 9 et RN 40 (qui passe à Cafayate.
D'est en ouest, au départ de Salta, la route nationale 51, se dirige vers l'ouest, croise RN 40 au niveau de San Antonio de los Cobres, traverse la Puna puis se termine au col andin Paso de Sico, à 4 092 mètres d'altitude, à la frontière Chilienne.
Enfin, toujours d'est en ouest, la route nationale 16, venue de la ville de Corrientes sur le fleuve Paraná, se termine dans la province, en débouchant sur le tronc commun RN9-RN34 au niveau de la ville de San José de Metán, ce qui permet aux convois et touristes venus du sud brésilien d'accéder facilement et rapidement à la province et à sa capitale.

#### Voie aérienne
L'Aéroport international de Salta est le principal aéroport du nord-ouest argentin, et le troisième du pays quant à son trafic après Córdoba et Mendoza. Il propose des services réguliers vers et depuis Buenos Aires (Aeroparque Jorge Newbery et Ezeiza), Córdoba, Rosario, San Salvador de Jujuy, Mendoza, Bariloche, et Puerto Iguazú.

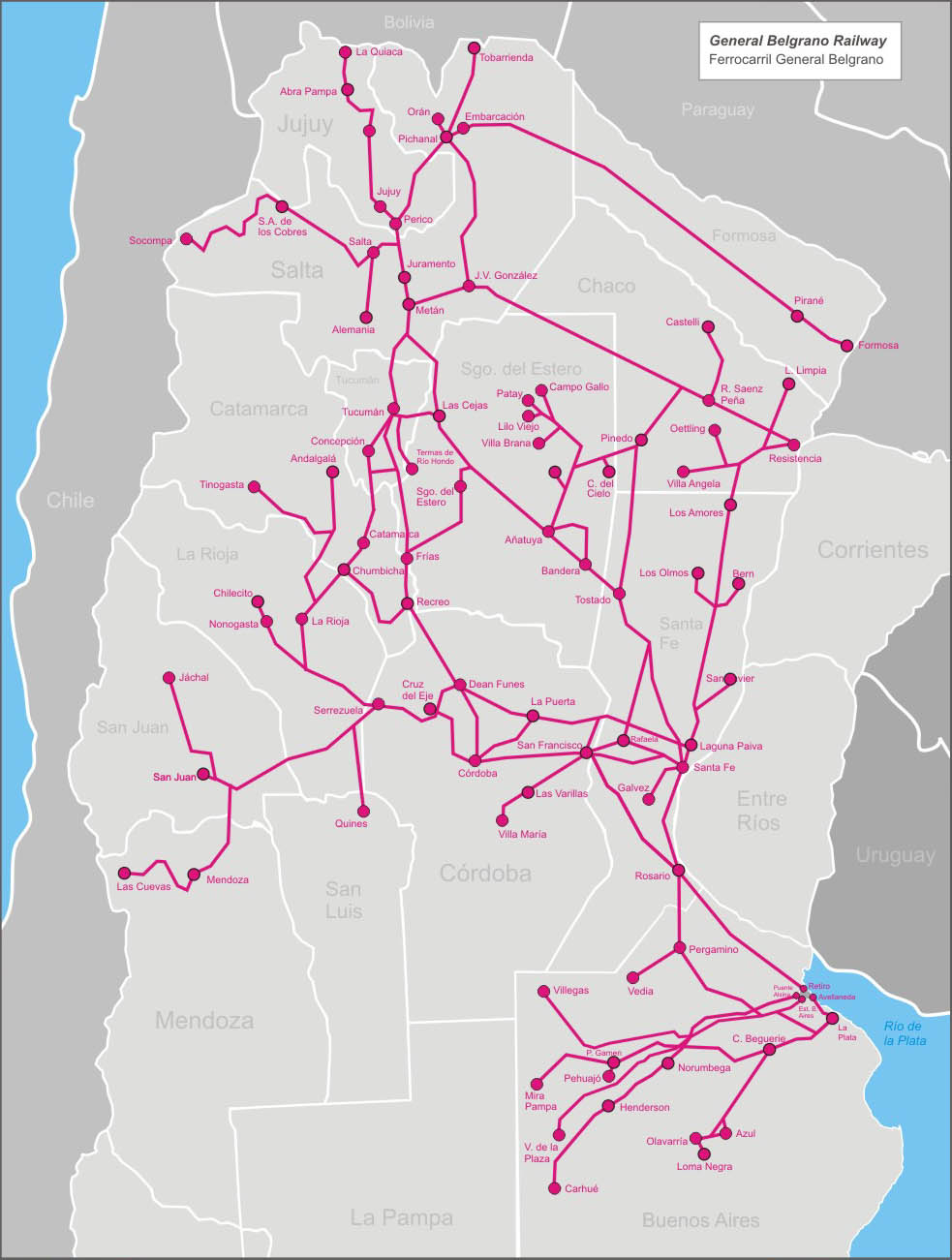
Carte complète du réseau du Chemin de fer General Manuel Belgrano

Il propose aussi des services régionaux depuis et vers San Ramón de la Nueva Orán, Tartagal et Cafayate, ainsi que des vols internationaux vers Santa Cruz de la Sierra (Bolivie). À ce large éventail de services, il faut ajouter des vols charters internationaux en période de forte demande, vers et depuis le Brésil (Florianópolis, Maceio, Rio de Janeiro, Porto Seguro, Salvador de Bahia, Iquique au Chili et Punta del Este en Uruguay. L'aéroport fonctionne 24 heures par jour et le ministère du Tourisme argentin annonce que Salta sera bientôt connecté avec Cuzco au Pérou (2016). Enfin en 2016, la compagnie LATAM a annoncé l'ouverture d'une liaison internationale depuis Salta vers Lima (Pérou) à raison de trois vols par semaine.

#### Voie ferroviaire
Salta est la station terminale du Chemin de fer General Manuel Belgrano, en provenance de Buenos Aires, par la branche C depuis Tucumán et allant vers le port de Barranqueras, à Resistencia. Vers le nord, cette voie se prolonge par la branche C18 jusque La Paz (Bolivie). Vers l'ouest, la ligne se prolonge par la branche C14 à destination d'Antofagasta, au Chili, sur la côte pacifique.
La majorité de ces lignes passagers ont cessé de fonctionner après la privatisation ferroviaire de 1991, réalisée par Carlos Menem, mais en maintenant actif le transport de charge pendant quelques années et uniquement sur la ligne vers Buenos Aires et la branche C14. Il a subsisté quelques trains marchandise vers le Chili (via le col Paso Socompa), ainsi que des convois à vocation touristique sur cette même ligne jusqu'au Viaduc La Polvorilla; c'est le fameux Train des nuages. En décembre 2007, on a réactivé la ligne vers Barranqueras (sur le Paraná), mais seulement avec un ou deux trains par semaine, alors que dans les années 1980 il y en avait plus de quarante. Tout cela est significatif du profond effondrement du trafic ferroviaire en Argentine depuis des décennies. Le gouvernement provincial essaie actuellement (en 2018) de réactiver la ligne passagers vers Buenos Aires.

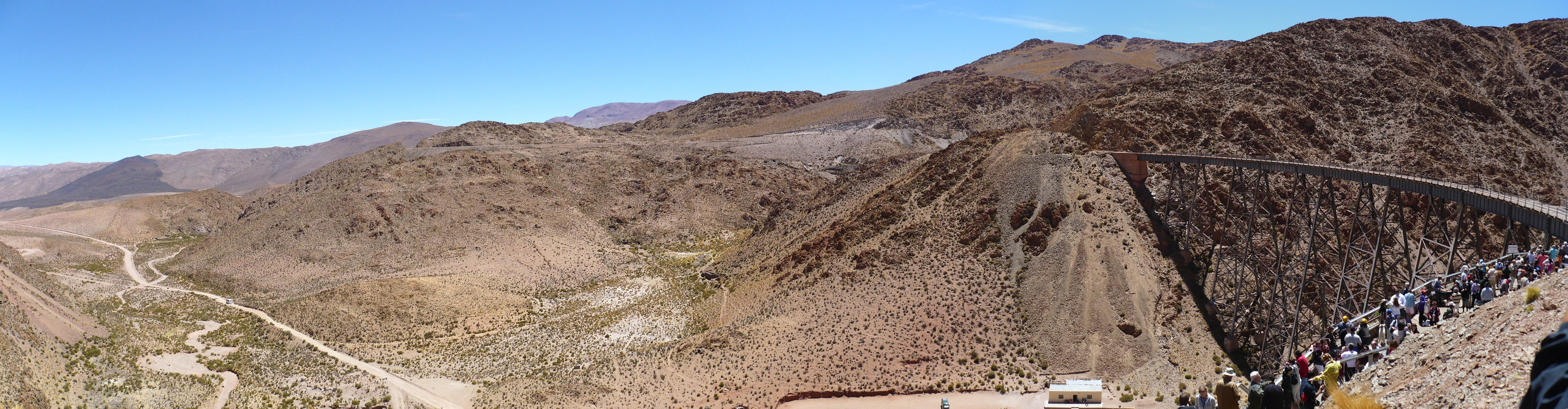
Vue panoramique du viaduc La Polvorilla à 4200 mètres d'altitude, à cinq kilomètres de la localité de Chorillos, et à une dizaine de kilomètres de San Antonio de los Cobres.

### Climat

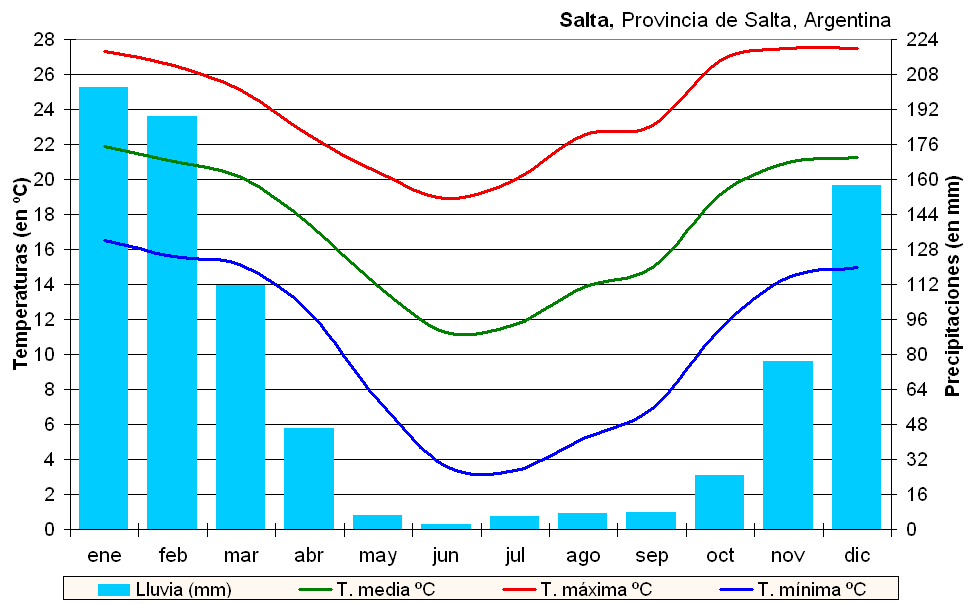
Climmogramme de Salta

Les grandes différences d'altitude et de pluviométrie ont produit des zones désertiques et des Salars ou déserts de sel, mais aussi des zones très arrosées de jungles subtropicales, les yungas comme dans la Bolivie voisine. À Salta les précipitations annuelles atteignent de 750 à 800 mm par an (niveau plus ou moins équivalent à celui de Bruxelles, mais nettement supérieur à ceux de Paris ou Londres).
| Mois                              | jan. | fév.  | mars  | avril | mai  | juin | jui. | août | sep. | oct. | nov. | déc. | année |
| --------------------------------- | ---- | ----- | ----- | ----- | ---- | ---- | ---- | ---- | ---- | ---- | ---- | ---- | ----- |
| Température minimale moyenne (°C) | 6,1  | 4,8   | 2,2   | −1,5  | −4,6 | −7,5 | −8,7 | −9,4 | −4,5 | −1,3 | 1,5  | 6,2  |       |
| Température moyenne (°C)          | 21,2 | 20,1  | 18,9  | 16,2  | 13,3 | 10,1 | 10,1 | 12,3 | 15   | 18,7 | 20,3 | 21,2 | 16,5  |
| Température maximale moyenne (°C) | 35,6 | 33,5  | 34    | 32,5  | 34,2 | 32,5 | 37,2 | 34,4 | 36,8 | 38,8 | 39,9 | 38,1 |       |
| Précipitations (mm)               | 182  | 162,9 | 118,3 | 36,6  | 8,6  | 2,6  | 3,5  | 4,2  | 6,6  | 26,1 | 65,3 | 138  | 754,7 |

Au total cependant le climat est aride dans la partie occidentale de la province. Vers l'est au contraire, y compris dans la large vallée Valle de Lerma où se situe la capiatale, les précipitations sont importantes en été. Sur les rebords orientaux des sierras, c'est le domaine des yungas aux précipitations très abondantes. Enfin dans la région nord-est qui fait partie du Chaco sec, les précipitations sont insuffisantes pour compenser l'évaporation et la chaleur peut y être étouffante. Les différences de température diurne et nocturne sont importantes dans les régions élevées.
À San Antonio de los Cobres, au centre du plateau andin de la Puna argentine, le climat est extrêmement sec, voire quasi désertique. Les précipitations observées sont les suivantes : 
Dans la région du Chaco, au pied des sierras, à Tartagal, ville située à 490 mètres d'altitude, les précipitations mensuelles enregistrées font apparaître l'abondance des pluies d'été, responsable d'une biodiversité très riche et fort variée. L'hiver par contre est très sec :

### Ressources hydriques
À l'exception de certaines parties de la Puna, qui forment des bassins endoréiques, la plus grande partie de la province de Salta se trouve dans le bassin de la Plata.

Panoramique du Río Santa María, un des affluents du río Salado. Ce río alimente puissamment par infiltration les réservoirs souterrains

Grâce aux altitudes élevées (qui atteignent voire dépassent les 6 000 mètres) des cordons andins, qui malgré la latitude, sont couverts de glaciers et de neige éternelle, grâce aussi à la condensation de l'humidité atmosphérique sous forme de brume et de pluie sur les versants orientaux des montagnes, la province de Salta est dotée d'importants cours d'eau, bien que mal répartis sur son territoire.
Les trois rivières les plus importantes et les plus abondantes sont le río Pilcomayo, le río Bermejo (tous deux tributaires du río Paraguay) et le río Juramento (appelé Salado en aval de la province de Salta), tributaire du Paraná.
Parmi leurs principaux affluents, on peut citer :
- Affluents du río Bermejo : le río Grande de Tarija, le río Iruya, le río Pescado, le río San Francisco, le río del Valle.
- Affluents du río Salado : le río Calchaquí, le río Guasamayo , le Río Pucará, le río Santa María, le río Ampajango, le río Chuscha, le río Árias, le río Arenales (au niveau de l'agglomération de Salta), le río Toro (ou río Rosario dans son cours supérieur), le río Blanco, le río Corralito, le río Medina,le río Horcones et bien d'autres encore.

À ces derniers, s'ajoutent une grande quantité de rivières moins longues et de ruisseaux, qui dévalent des rebords orientaux de la Cordillère des Andes et des sierras subandines.

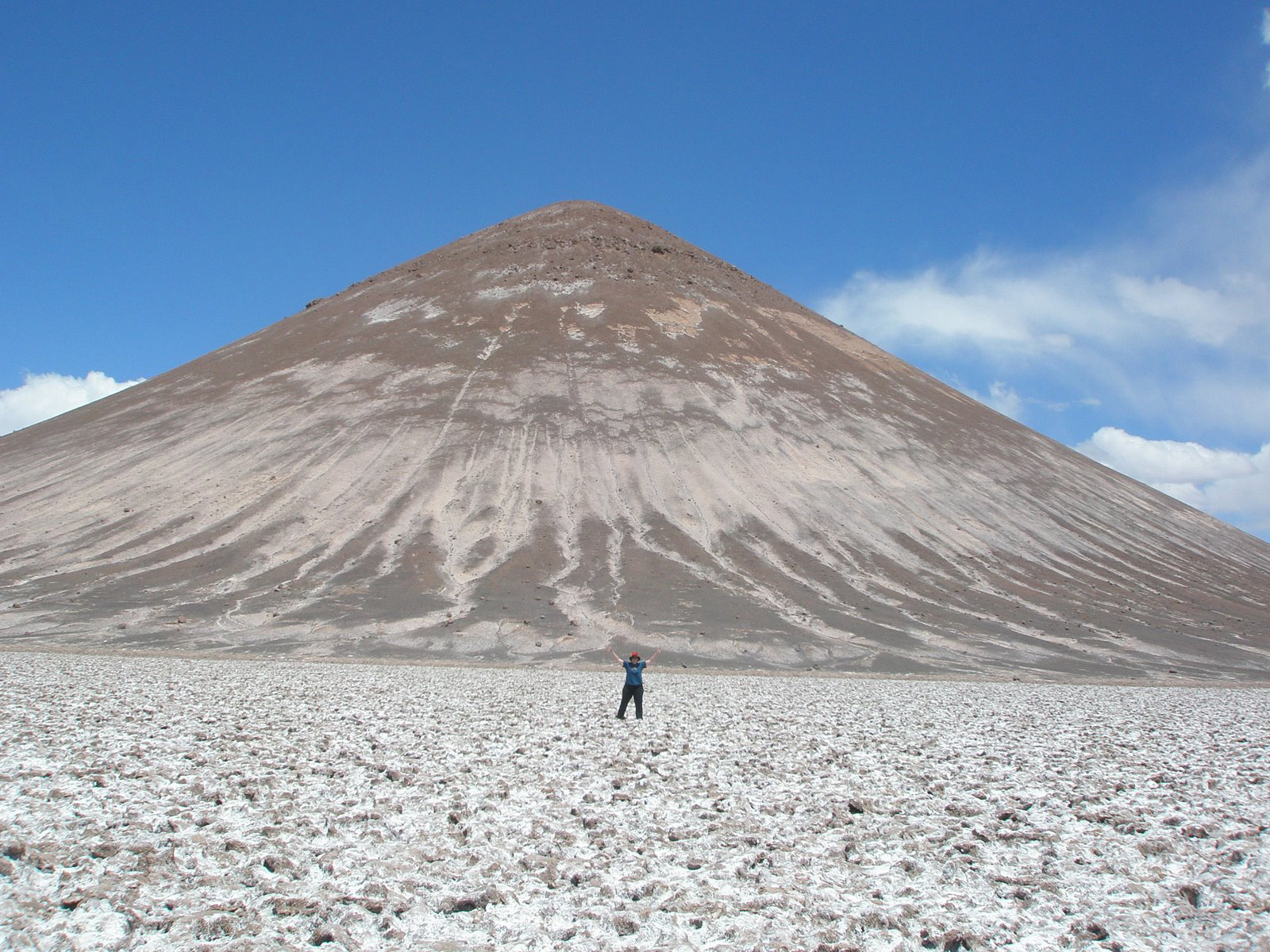
Le cône d'Arita à Tolar Grande s'éleve à plus de 200 mètres au-dessus du niveau du salar d'Arizaro. Son origine est toujours discutée. On considère comme possible qu'il fut un centre cérémonial incaïque.

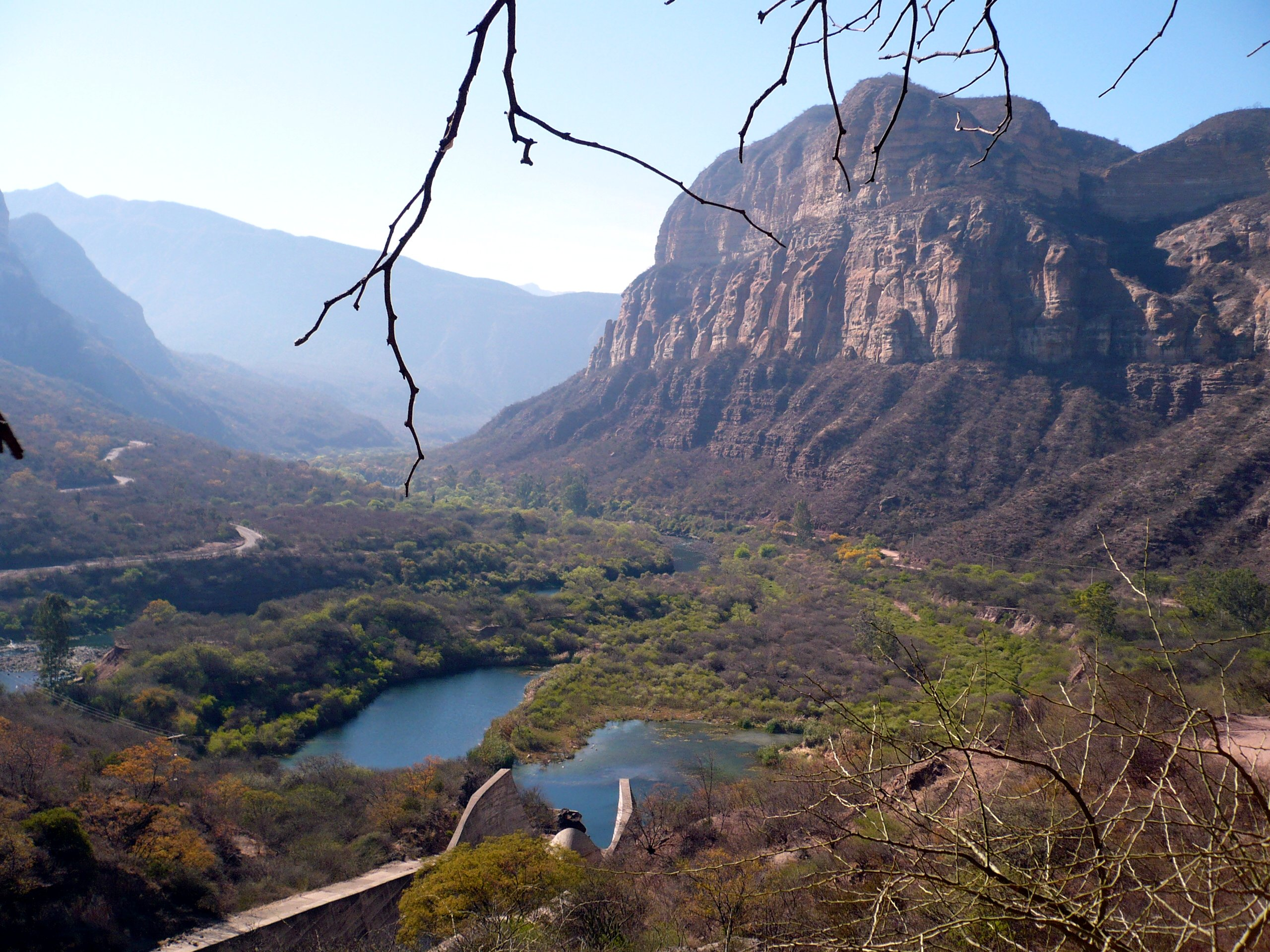
Cañon du río Juramento : vue prise peu en aval du barrage de Cabra Corral en province de Salta.

Profitant de la présence de ce vaste réseau de cours d'eau, on a construit plusieurs barrages dotés d'usines hydroélectriques comme le barrage de Cabra Corral et celui d'El Tunal.

#### Salars et lagunes
En plus des rivières et des ruisseaux, la province de Salta possède sur son territoire d'importantes lagunes, spécialement dans la région de la Puna andine. La désertification séculaire progressive a transformé une grande partie de ces lagunes en salars, parfois très étendus, comme ceux d'Arizaro, de Pocitos, de Barreal, de Quirón, de Tolillar, de Rincón, d'Incahuasi, d'Antofalla, de Ratones, de Llullaillaco, et partiellement aussi le salar del Hombre Muerto. Ces salars, vestiges d'anciens lacs d'eau salée aujourd'hui asséchés, sont habituellement hautement alcalins. Ils constituent généralement le centre de petits bassins endoréiques, et sont très riches en divers éléments chimiques, tels le bore et le lithium.
Dans le nord-est de la province, c'est-à-dire dans le « Chaco Salteño », il existe de vastes zones humides appelées « humedales », fréquentées entre autres par de nombreux oiseaux, des caïmans et des anacondas, comme les Bañados de Los Colorados et les Esteros del Quirquincho (Étangs du Tatou).
Dans la même région se trouve le bassin endoréique du río Carapari. Celui-ci, né en Bolivie coule du nord vers le sud dans la partie chaquéenne de la province, où ses eaux vont progressivement s'infiltrer et s'évaporer. Il finit ainsi par disparaître totalement.

#### Valle de Lerma
Le Valle de Lerma est une cuvette enserrée par une série de sierras préandines, où confluent les principales rivières qui vont constituer le río Salado. C'est là que se trouve la capitale de la province, Salta. C'est là aussi que se concentre l'immense majorité de la population de la province. Venu du sud, après avoir reçu les eaux du río Santa María, le río Salado del Norte reçoit dans cette cuvette, venu du nord, le río Árias lui-même gonflé du río Toro (appelé río Rosario dans son cours supérieur).
Les versants montagneux enserrant le Valle de Lerma font partie du domaine des yungas méridionales, et l'ensemble de la cuvette est ainsi bien alimenté en eau, ce qui permet l'irrigation et une production agricole à haut rendement. L'abondant río Salado del Norte quitte le Valle de Lerma vers l'est, sous le nom de río Pasaje, et après avoir été retenu par deux barrages formant deux grands lacs poissonneux (Cabra Corral et El Tunal), il quitte la province pour alimenter en eau plus de 100 000 hectares en province de Santiago del Estero.

#### Vallées Calchaquíes

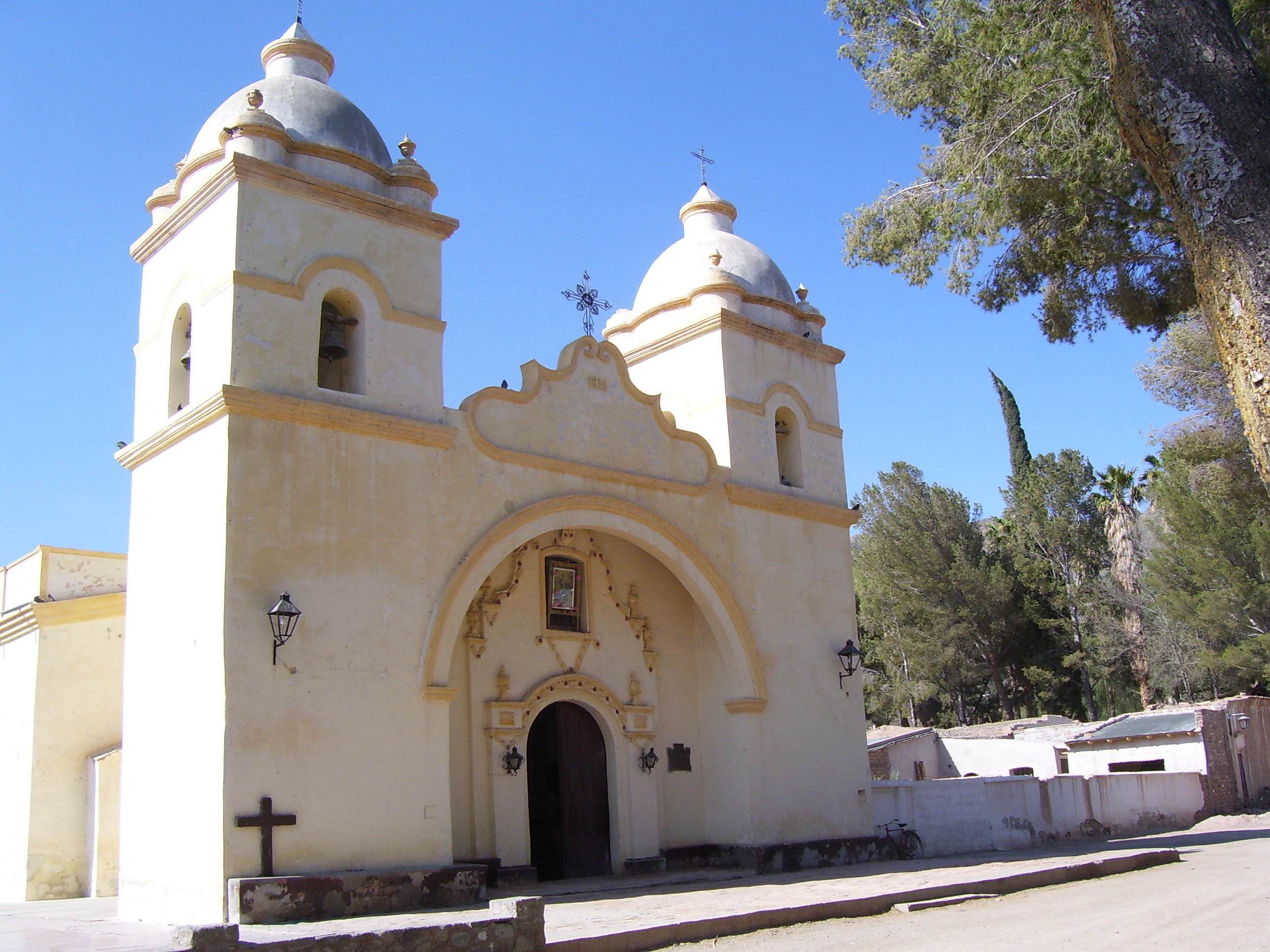
L'église de Seclantás dans le département de Molinos sur la rive droite du río Calchaquí.

Les vallées Calchaquíes (en espagnol Valles Calchaquíes) sont un ensemble de vallées entourées de puissantes montagnes, s'étendant du nord au sud sur plus de 500 kilomètres de long, et qui se trouvent au centre de la province de Salta, mais débordent au sud sur le territoire des provinces de Tucumán et de Catamarca. Ce système comporte essentiellement quatre importantes vallées toutes quatre allongées successivement du nord au sud, à savoir :
- au nord la vallée du río Toro (appelé río Rosario dans son cours supérieur), située juste à l'ouest du Valle de Lerma et de son centre Salta.
- au centre la vallée du río Calchaquí, située au sud-ouest de Salta.
- plus au sud celle du río Santa María. Ce río qui coule du sud vers le nord voit son bassin réparti sur le territoire de trois provinces (au sud la province de Catamarca, au centre celle de Tucumán et au nord celle de Salta).

- Ces deux vallées se rejoignent au niveau du petit bassin de Cafayate, où les deux rivières confluent.
- plus au sud enfin la vallée du Río Andalgalá dont le bassin se trouve totalement en province de Catamarca.

Ces vallées étaient et sont très difficiles d'accès, ce qui a favorisé une longue résistance des amérindiens face aux assauts des troupes espagnoles. Ce sont les Guerres Calchaquíes qui durèrent plus d'un siècle, et qui débutèrent en 1530, sous la houlette du chef militaire amérindien Juan Calchaquí. En 1667, les Quilmes, dernière ethnie calchaquie résistante, avec à leur tête le cacique Martin Iquin, sont finalement défaits. Les Espagnols donnent le nom de « Fuerte de San Francisco de Los Quilmes » à leur Cité Sacrée dont on peut voir les ruines en province de Tucumán dans la vallée du río Santa María.
Les Quilmes survivants de cette guerre (environ mille individus) sont déportés par les Espagnols vers la province de Buenos Aires, à plus de 1 200 km de la Cité Sacrée, et s’installent dans un endroit devenu plus tard la ville de Quilmes. D’autres seront déportés vers San Miguel (en province de Corrientes), Cordoba et Santa Fe.

#### Barrages
En raison de la longueur de la saison sèche dans la région, plusieurs barrages ont été édifiés dans la province, afin de pourvoir aux besoins agricoles, humains et autres. Les deux plus importants sont le barrage de Cabra Corral et celui d'El Tunal, tous deux édifiés sur le río Juramento (cours supérieur du río Salado del Norte).

### Villes principales

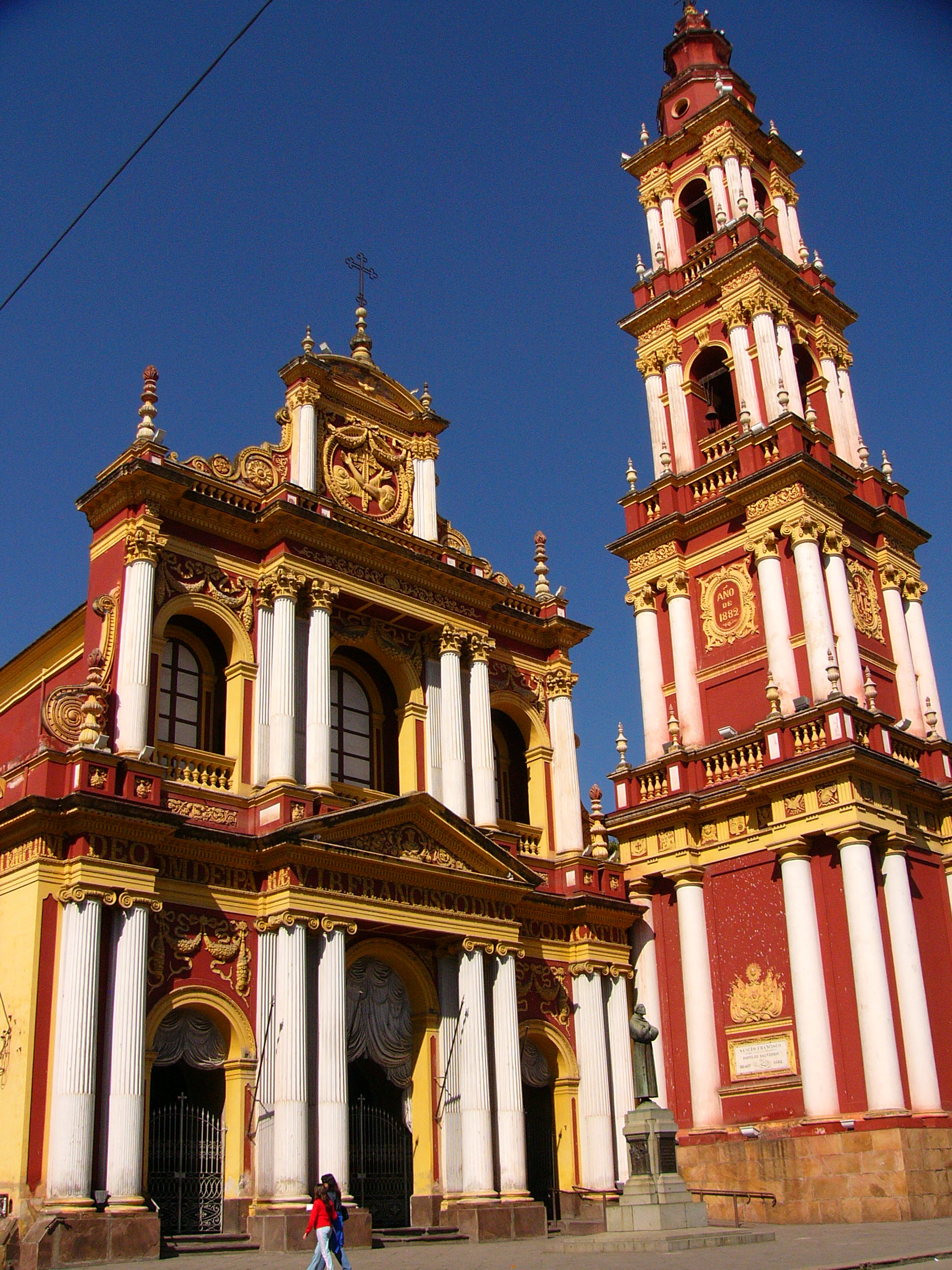
L'église San Francisco de Salta ne manque pas de charme.

Les villes principales (avec population 2010) sont :
- Salta (Gran Salta : 554,125 habitants) : La ville est située au pied de la cordillère des Andes, dans la fertile vallée de Lerma, à 1 187 m d'altitude. Salta est la ville argentine qui a le mieux préservé son architecture coloniale. Elle est devenue un important centre de tourisme ; on la surnomme Salta la Linda soit Salta la Belle. Fort dynamique, sa population a augmenté de 85 022 habitants en neuf ans, depuis 2001. Sa situation géographique en fait un lieu stratégique pour les communications avec la Bolivie et le nord du Chili, mais aussi un relais important entre le sud industrialisé du Brésil et l'Asie orientale (Chine surtout), via le port chilien d'Antofagasta.
- San Ramón de la Nueva Orán (82 413)
- Tartagal (79 990)
- General Güemes (32 625) : Son futur est garanti par sa situation géographique privilégiée, à l'intersection des routes nationales RN 9 et RN 34
- San José de Metán (39 006) : Située dans une zone dédiée avant tout à la production et à l'exportation d'oléagineux et de pois.
- Rosario de la Frontera (27 819)
- Embarcación (25 964) : Jadis important centre ferroviaire entre la Bolivie et San Salvador de Jujuy. Aujourd'hui, installée non loin de la jonction entre les routes nationale 34 et nationale 81, la ville est devenue un important relais routier sur la grande voie transcontinentale qui relie les ports du nord chilien avec le sud industrialisé du Brésil.
- Pichanal (20 773),
- Rosario de Lerma (19 871) : Installée sur la rive gauche de l'impétueux río Toro, la ville est le centre d'une région agricole irriguée où prédomine le tabac. Sa population a crû de 36 % entre 1991 et 2001.
- Profesor Salvador Mazza (18 068)
- Colonia Santa Rosa (15 399)
- Joaquín Víctor González (15 376)
- General Mosconi (14 118)
- Cafayate (13 785) : Située au centre des vallées dites Calchaquíes, la ville est un important centre touristique, renommé pour l'originalité et la qualité de ses vins, sa gastronomie et la beauté des paysages environnants. Vaste terrain de golf de 0,97 km2.
- Campo Quijano (7 274) : La ville est située sur le rebord ouest de la vallée de Lerma, au niveau du confluent entre le río Toro et le río Blanco. Elle représente l'accès le plus facile vers la Puna de la province, ce qui lui vaut le surnom de Portal de los Andes. Le Train des nuages y passe, ainsi que la route nationale 51. À proximité se trouve le lac de Las Lomitas créé par détournement d'une petite partie du débit du río Toro.
- San Antonio de los Cobres (5 482) : Petite capitale de la Puna de la province, reliée à Salta par le Train des nuages, la ville attire un nombre croissant de touristes. Ville-étape avant le franchissement par train ou par route de la frontière chilienne.
- Chicoana (3 396) : Située non loin du lac de Cabra Corral, la petite ville est une cité gaucho très fidèle à ses traditions. Elle correspond à l'antique Sikuani de l'empire Inca, dont subsistent d'importantes ruines.
- Cachi (2 189) : Située sur les bords du río Calchaquí, la ville se trouve dans un cadre superbe dominé par le Nevado de Cachi haut de 6 320 mètres. De style colonial, les fenêtres y sont ornées de grilles en fer forgé. Le Museo Arqueológico Pío Pablo Díaz (musée archéologique) abrite plus de 5 000 pièces.
- Santa Victoria Oeste (1 188) : La petite ville, située à près de 2 500 mètres d'altitude, se trouve sur le rebord ouest des Yungas. Elle est entourée de montagnes, ce qui lui donne un cadre très pittoresque.
- Iruya (1 070) : Située à 2 780 m d'altitude, sur les versants orientaux de la Sierra de Santa Victoria, la ville, accrochée à la montagne, a une architecture typiquement coloniale, avec des ruelles étroites et des maisons de pisé et de pierres. Relativement proche d'Iruya, se trouvent la Quebrada de Humahuaca et le parc national Baritú.

### Subdivisions

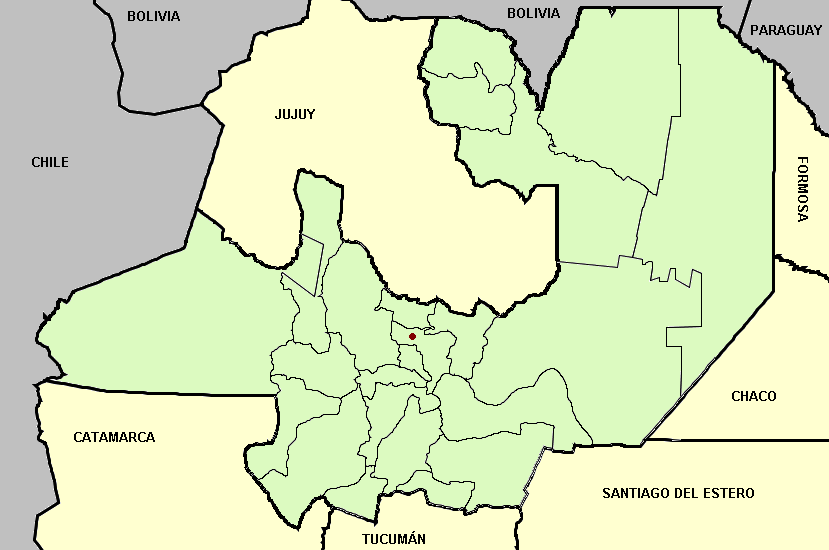
Division administrative de la province de Salta et sa capitale

La province est subdivisée en 23 départements. Les chiffres de la population du recensement de 2010 sont encore provisoires, et susceptibles d'être revus à la hausse, comme l'expérience des recensements précédents l'a montré. Le total provincial, publié en date du 11 mai 2011 se montait à 1 215 207 habitants.
|  | Département                | Superf. (km2) | Popul. en 2001 | Popul. en 2010 | Chef-lieu                  |
|  | -------------------------- | ------------- | -------------- | -------------- | -------------------------- |
|  | Anta                       | 21 945        | 49 841         | 60 414         | Joaquín Víctor González    |
|  | Cachi                      | 2 925         | 7 280          | 7 223          | Cachi                      |
|  | Cafayate                   | 1 570         | 11 785         | 14 582         | Cafayate                   |
|  | Capital                    | 1 722         | 472 971        | 535 303        | Salta                      |
|  | Cerrillos                  | 640           | 26 320         | 35 579         | Cerrillos                  |
|  | Chicoana                   | 910           | 18 248         | 20 727         | Chicoana                   |
|  | General Güemes             | 2 365         | 42 255         | 47 348         | General Güemes             |
|  | General José de San Martín | 16 257        | 139 204        | 156 678        | Tartagal                   |
|  | Guachipas                  | 2 785         | 3 211          | 3 193          | Guachipas                  |
|  | Iruya                      | 3 515         | 6 368          | 5 989          | Iruya                      |
|  | La Caldera                 | 867           | 5 711          | 7 841          | La Caldera                 |
|  | La Candelaria              | 1 525         | 5 286          | 5 724          | La Candelaria              |
|  | La Poma                    | 4 447         | 1 735          | 1 794          | La Poma                    |
|  | La Viña                    | 2 152         | 7 152          | 7 465          | La Viña                    |
|  | Los Andes                  | 25 636        | 5 630          | 6 126          | San Antonio de los Cobres  |
|  | Metán                      | 5 235         | 39 006         | 40 300         | San José de Metán          |
|  | Molinos                    | 3 600         | 5 565          | 5 625          | Molinos                    |
|  | Orán                       | 11 892        | 124 029        | 138 018        | San Ramón de la Nueva Orán |
|  | Rivadavia                  | 25 951        | 27 370         | 30 449         | Rivadavia                  |
|  | Rosario de la Frontera     | 5 402         | 28 013         | 29 124         | Rosario de la Frontera     |
|  | Rosario de Lerma           | 5 110         | 33 741         | 38 460         | Rosario de Lerma           |
|  | San Carlos                 | 5 125         | 7 208          | 6 927          | San Carlos                 |
|  | Santa Victoria             | 3 912         | 11 122         | 10 318         | Santa Victoria             |

### Région Grand nord argentin

En rouge, la région Grand nord argentin

Un traité interprovincial de création de la Región Norte Grande Argentino (Région Grand nord argentin), a été signé dans la ville de Salta, le 9 avril 1999, entre les provinces de Catamarca, Corrientes, Chaco, Formosa, Jujuy, Misiones, Tucumán, Salta et Santiago del Estero.
L'objet primordial de ce traité est la création de la Región Norte Grande et la concrétisation de l'intégration des provinces du Nord-Ouest Argentin (NOA) et du Nord-Est Argentin (NEA), afin d'atteindre dans la réalité un système effectif de consensus et d'action conjointe entre les états signataires.
Le Conseil Régional du Norte Grande est l'organisme suprême de gouvernement régional, composé de l' Assemblée des Gouverneurs, de la Junte Exécutive et du Comité Coordinateur. Ce dernier est constitué par un représentant du NOA et un autre du NEA, les deux étant de plus membres de la Junte Exécutive.
La Commission Exécutive Interministérielle d'Intégration Régionale coordonne le processus d'intégration à partir des directives des organes supérieurs déjà mentionnés.

### Flore

#### Flore des Yungas
les Sierras Subandines (au centre-est), présentent un paysage humide et boisé. Ce sont les Yungas méridionales qui couvrent ces sierras de forêts, jusqu'aux environs de 1 500 mètres d'altitude. La couverture végétale y est dense et très diversifiées. D'après l'altitude cette végétation est subdivisée en strates.
Dans la strate la plus élevée, on note la présence de grands exemplaires de palo blanco (Calycophyllum multiflorum) et de palo amarillo (Phyllostylon rhamnoides). On y trouve aussi le guayaibí (Patagonula americana), le cebil colorado (Anadenanthera macrocarpa), le tipa (Tipuana tipu) et le pacará (Enterolobium contortisiliquum). On observe de plus de grands cedres (Cedrus spp.), le flamboyant bleu (Jacaranda mimosifolia), le nogal austral (Juglans australis). L'ensemble de ces hauts arbres forment une forêt de haute densité, humide et sombre, ce qui crée les conditions pour la formation d'un sous-bois à base de arrayán (Blepharocalyx salicifolius), de laurel (Phoebe porphyria), de güili (Amomyrtella guilii), de mato (Eugenia pungens), de horco cebil (Parapiptadenia excelsa) et de lapacho rosé (Tabebuia avellanedae), entre autres.

La deuxième strate, d'altitude moins élevée se caractérise par des arbres moins hauts, tels le cochucho (Fagara coco) et le tala blanc (Crinodendron tucumanum).

Plus bas encore (troisième niveau) apparaissent des arbustes n'atteignant guère plus de 2 à 3 mètres, comme le bambou (Chusquea lorentziana) et l'ortie (Urera baccifera).
Dans la strate la plus basse, on note une forte densité de fougères (Pteris deflexa). Une grande variété de plantes épiphytes couvrent les troncs et les branches d'espèces de plus grande taille, et parmi elles la bromelia tanque (Tillandsia maxima), les espèces du genre Tillandsia et différentes sortes d'orchidées.
On notera qu'au sein du parc El Rey existe une espèce qui ne se trouve nulle part ailleurs, l' Aphelandra lilacina.

#### Flore du Chaco salteño
Le Chaco salteño ou Chaco de Salta couvre la partie nord-est de la province, au pied des Sierras préandines couvertes par les forêts des yungas.
Dans cette région plane et sèche inclinée doucement vers l'est, on peut voir des arbres de bois très dur avec épines, de grands cactus arborescents, des genres Opuntia et Cereus, fort ramifiés et dépassant souvent les 6 mètres de hauteur. Nombreuses sont les orchidées.
Parmi les arbres on trouve une quantité grande et variée de quebrachos : le quebracho santiagueño (Schinopsis lorentzii), le quebracho blanco (Aspidosperma quebracho-blanco), l'itín (Prosopis kuntzei), l'algarrobo negro (Prosopis nigra) et d'autres espèces de Prosopis, le palo santo (Bulnesia sarmientoi), l'urunday (Astronium balansae), le guayacán (Caesalpinia paraguariensis), le palo borracho (Ceiba chodatii), l' Acacia caven, et d'autres encore.

### Faune

#### Faune de la Puna
Dans la Puna altoandine, la rareté des précipitations et le climat froid ne permettent pas le développement d'une faune très importante. Quoique peu abondante, il y existe cependant une faune variée et qui ne manque pas d'intérêt.

##### Mammifères de la Puna
Dans la Puna, entre autres mammifères, on remarque la présence du puma (Puma concolor), de la vigogne (Vicugna vicugna), du lama (Lama glama), de l'alpaga (Lama pacos), et aussi du renard des Andes (Lycalopex culpaeus). Le chat des Andes (Leopardus jacobita) est en forte régression en raison de l'inquiétante baisse d'effectifs de sa proie principale, le chinchilla à queue courte (Chinchilla brevicaudata), lequel, mal protégé, est en grand danger.

##### Oiseaux de la Puna
Entre autres espèces, il faut souligner la présence du légendaire condor des Andes (Vultur gryphus). Celles du flamant des Andes (Phoenicopterus andinus) et du Flamant de James (Phoenicoparrus jamesi) sont également notables.
Dans le parc national Los Cardones, on trouve une grande variété d'oiseaux, si bien que ce site a été défini comme une des aires importantes pour la conservation des oiseaux en Argentine.
En ne considérant que l'ordre des passeriformes (oiseaux chanteurs), on a enregistré la présence de la géositte à ailes rousses (Geositta rufipennis), de l'upucerthie à bec droit (Ochetorhynchus ruficaudus), de l'upucerthie des rochers (Ochetorhynchus andaecola) de l'upucerthie fauve (Upucerthia validirostris), du cinclode brun (Cinclodes fuscus) et andin (Cinclodes albiventris), du synallaxe à tête brune (Leptasthenura fuliginiceps), du synallaxe d'Iquico (Asthenes heterura), du synallaxe des rocailles (Asthenes modesta), du synallaxe à front rayé ou espinero andino (Phacellodomus striaticeps) et du cacholote à gorge blanche (Pseudoseisura gutturalis).
On y rencontre en outre le Synallaxe de d'Orbigny (Asthenes dorbignyi), le Synallaxe d'Iquico (Asthenes heterura), la Cataménie terne (Catamenia inornata), le Cinclode à ailes blanches (Cinclodes atacamensis), la Colombe de Moreno (Metriopelia morenoi), le Moqueur à dos brun (Mimus dorsalis), le Dormilon cendré (Muscisaxicola cinereus), la Tinamou de Darwin (Nothura darwinii), le Phrygile à tête noire (Phrygilus atriceps), le Phrygile petit-deuil (Phrygilus fruticeti), le Rara du Paraguay (Phytotoma rutila), la Chipiu à flancs roux (Poospiza hypochondria), le Thinocore de d'Orbigny (Thinocorus orbignyianus) et l'Upucerthie des buissons (Upucerthia dumetaria).

#### Faune des Yungas
Les espèces animales abondent dans la région des yungas de la province. Certaines d'entre elles sont en danger d'extinction, mais sont fort heureusement protégées dans les parcs nationaux.

##### Mammifères des yungas
Parmi les mammifères les plus remarquables, il faut citer le tapir, le pécari à collier (Pecari tajacu), l'ocelot, le renard gris, le coati, l'agouti paca, le singe hurleur et le sapajou ou caí (Cebus apella). 

Le jaguar, animal en péril subsiste dans des régions reculées. Également menacé, l'ours à lunettes ou ucumari (Tremarctos ornatus) a vu son domaine se rétrécir ; jadis on le trouvait jusque dans la Sierra d'Ancasti en province de Catamarca. Parmi les grands prédateurs, le puma (Puma concolor) est fréquent. 

Dans les ravins secs (quebradas), on trouve le lama et l'alpaga. Dans les pâturages d'altitude vivent le cerf andin ou taruca (Hippocamelus antisensis) et le guanaco (Lama Guanacoe). 

Le long des nombreux cours d'eau aux eaux claires, peuplés de délicieux bogas et sábalos, vivent des carnivores aquatiques comme la loutre à longue queue et le raton crabier (Procyon cancrivorus) appelé localement mayuato ou osito lavador. On note aussi la présence du grand noctilion (Noctilio leporinus), une chauve-souris pêcheuse qui se nourrit de poissons et qui vole en groupe au-dessus de l'eau, ainsi que du coendou à queue prenante (Coendou prehensilis).
Dans les forêts humides et les clairières des yungas, on peut observer la martre à tête grise ou irará (Eira barbara).

##### Oiseaux des yungas
Toujours dans la région des yungas, on compte pas moins de 250 espèces d'oiseaux. Parmi eux, le cincle à gorge rousse (Cinclus schulzi) et le cassique huppé (Psarocolius decumanus ou yapú), qui pour se protéger construit des nids communs à plusieurs couples. Les perroquets sont nombreux, le toucan (Toucan toco), plusieurs espèces d'aras dont l'ara à ailes vertes, l'ara militaire (guacamayo verde) et l'ara à collier jaune. On peut observer aussi le geai acahé (Cyanocorax chrysops), la pénélope de Dabbene (pava de monte), le milan à queue fourchue, le motmot houtouc, la merganette des torrents (Merganetta armata), plusieurs espèces de colibris et aussi diverses espèces d'aigrettes et de hérons. Les vallées encaissées sont le domaine de la buse tricolore (ou aguilucho). Mais l'oiseau le plus impressionnant et représentatif des yungas est l'aigle féroce, le plus grand du monde et redoutable prédateur ; il est malheureusement en danger d'extinction.
Les passeriformes sont aussi bien représentés. Dans la zone du parc national Baritú, on peut observer le fiofío oscuro (Elaenia obscura), la remolinera andina (Cinclodes albiventris), l'espinero serrano (Phacellodomus maculipectus), la ratona ceja blanca (Troglodytes solstitialis), le merle chiguanco (Turdus chiguanco), le cincle à gorge rousse (Cinclus schulzi), le colibri d'Anaïs (Colibri coruscans), le bruant des savanes (Ammodramus humeralis) et le tohi à tête olive (Atlapetes flaviceps),.
La Cuesta del Obispo est une zone de transition entre les terres basses du Valle de Lerma et les hauteurs des Vallées Calchaquíes. L'altitude du secteur se situe entre plus ou moins 1 000 et 3 000 mètres. On peut y observer le taurillon mésange (Anairetes parulus), le pipit à plastron (Anthus furcatus), le synallaxe de d'Orbigny (Asthenes dorbignyi), le synallaxe d'Iquico (Asthenes heterura), le synallaxe des rocailles (Asthenes modesta), le pic des rochers (Colaptes rupicola), le chipiu de Tucuman (Compsospiza baeri), la géositte à ailes rousses (Geositta rufipennis), la colombe de Moreno (Metriopelia morenoi), l'upucerthie à bec droit (Ochetorhynchus ruficaudus), le pitajo d'Orbigny (Ochthoeca oenanthoides), le synallaxe à front rayé (Phacellodomus striaticeps), le phrygile petit-deuil (Phrygilus fruticeti), le rara du Paraguay (Phytotoma rutila), le chipiu à flancs roux (Poospiza hypochondria).
Dans la zone élevée de la Sierra de Zenta, au sein de la partie occidentale des Yungas de la province, on peut voir le taurillon à bec jaune (Anairetes flavirostris), le toui à bandeau jaune (Bolborhynchus aurifrons), la cataménie terne (Catamenia inornata), le cinclode à ailes blanches (Cinclodes atacamensis), le pic des rochers (Colaptes rupicola), la géositte de la puna (Geositta punensis), la géositte à ailes rousses (Geositta rufipennis), le idiopsar à queue courte (Idiopsar brachyurus), la colombe aymara (Metriopelia aymara), le moqueur à dos brun (Mimus dorsalis), le dormilon cendré (Muscisaxicola cinereus), le dormilon de Junin (Muscisaxicola juninensis), le tinamou orné (Nothoprocta ornata), le colibri d'Estelle (Oreotrochilus estella), le caracara montagnard (Phalcoboenus megalopterus), le phrygile à tête noire (Phrygilus atriceps), le phrygile à dos roux (Phrygilus dorsalis), le phrygile gris-de-plomb (Phrygilus unicolor), le thinocore de d'Orbigny (Thinocorus orbignyianus), l'upucerthie andecola (Upucerthia andecola), l'upucerthie fauve (Upucerthia jelskii).
Dans le nord de la province, au pied des montagnes dans les régions situées entre les cours d'eau tributaires du río Bermejo, il existe un secteur de yungas de faible altitude, entre 400 et 500 mètres. La température moyenne y est de l'ordre de 22 °C, avec quasi 1 000 mm de précipitations, essentiellement estivales. On peut y observer le condor des Andes (Vultur gryphus), la buse couronnée (Harpyhaliaetus coronatus), l'amazone de Tucuman (Amazona tucumana), le martinet de Rothschild (Cypseloides rothschildi), l'érione à front bleu (Eriocnemis glaucopoides), le grallaire à gorge blanche (Grallaria albigula), le scytalopus de zimmer (Scytalopus zimmeri) et l'élénie bruyante (Elaenia strepera) entre autres.

#### Faune du Chaco
À l'est des yungas, s'étend la plaine du Chaco Salteño, vaste région plane et peu élevée, aux précipitations peu abondantes, et donc beaucoup plus sèche. Il y a cependant beaucoup de zones humides, bien alimentées par les cours d'eau issus de la zone montagneuse des yungas, ainsi que par les pluies d'été. C'est au niveau du parc national El Rey, que le biome des yungas fait place à celui du Chaco. Là, les deux biomes s'interpénètrent.

##### Mammifères du Chaco
Parmi les principaux mammifères présents dans cette zone, il faut citer les fourmiliers géants ou tamanoirs, les tamanduas à quatre doigts (ou osos mieleros), les coendous à queue prenante (Coendou prehensilis) et les paresseux à trois doigts (bradypus tridactylus), des singes comme le singe hurleur, le miriquiñá (très menacé), et le capucin (ou caí). Plusieurs canidés sont autochtones : le loup à crinière (ou aguará guazú), le renard des savanes (Cerdocyon thous), et le renard d'Aszara (aguarachay ou canis brasilensis). Les félins prédateurs sont nombreux : jaguars, pumas, jaguarondis, margays, ocelots et oncilles.
Les tatous (armadillos) abondent et spécialement le quirquincho bola ou mataco et le tatou géant (tatou carreta, Priodontes maximus). La faune de la région du Chaco de la province de Salta comporte en outre le grison, le guanaco, le cerf des pampas à ventre blanc (guazú tí, ozotoceros bezoarticus leucogaster), le cerf des marais (guazú pucú) et le daguet gris (corzuela parda). Est également autochtone le mara du chaco (appelé localement tapetí) et le capybara, fort abondant dans les eaux de la région.
La région a en outre le privilège d'héberger les trois espèces connues de pécaris , le pécari à collier (Pecari tajacu), le pécari à lèvres blanches (Tayassu pecari) et le très rare pécari du Chaco (Catagonus wagneri), espèce découverte seulement au XXe siècle.

##### Oiseaux du Chaco
Parmi les oiseaux, citons le jabiru d'Amérique (Jabiru mycteria), le cariama huppé (chuña de patas rojas), le nandou d'Amérique (surí), l'ortalide du Chaco (ou charata, Ortalis canicollis), la spatule rosée (Platalea ajaja), des cigognes et différentes espèces de canards.
Dans le parc national El Rey, on observe la buse aguia (Geranoaetus melanoleucus), le fauconnet à ailes tachetées (Spiziapteryx circumcincta), l'upucerthie du Chaco (Tarphonomus certhioides), le synallaxe mésange (Leptasthenura aegithaloides), le synallaxe à bec court (Asthenes baeri), l'annumbi alouette (Coryphistera alaudina), le tourco huppé (Rhinocrypta lanceolata), la calandrite bergeronnette (Stigmatura budytoides), l'ada cendré (Knipolegus striaticeps), le chipiu à capuchon (Poospiza melanoleuca), le saltatricule du Chaco (Saltatricula multicolor).
Dans la zone du Chaco appelée Bañados del Quirquincho, qui correspond à des terres planes proches de l'ancien lit du Bermejo (appelé Bermejito), se trouve un grand ensemble d'espèces d'anatidés. On peut y voir aussi le grisin à dos rayé (Myrmorchilus strigilatus), la calandrite bergeronnette (Stigmatura budytoides), le chipiu sanglé (Poospiza torquata).
Dans la région de Tartagal, extrémité occidentale du Chaco, on peut voir le buse solitaire (Harpyhaliaetus solitarius), l'aigle d'Isidore (Oroaetus isidori), l'amazone de Tucuman (Amazona tucumana), le martinet de Rothschild (Cypseloides rothschildi), la doradite de Dinelli (Pseudocolopteryx dinelliana), l'Érione à front bleu (Eriocnemis glaucopoides), la buse aguia (Geranoaetus melanoleucus), le fauconnet à ailes tachetées (Spiziapteryx circumcincta), le synallaxe à bec court (Asthenes baeri), l'annumbi alouette (Coryphistera alaudina), l'ada cendré (Knipolegus striaticeps), le chipiu à capuchon (Poospiza melanoleuca).

#### Reptiles
Quant aux reptiles, dans les zones humides, il y a divers serpents comme l'anaconda jaune et l'Hydrodynastes gigas (ou ñacaniná). On y trouve aussi deux espèces de caïmans, le caïman noir ou caiman yacaré et le caïman à museau large (ou caïman overo).

#### Amphibiens
Les amphibiens sont nombreux dans les zones humides de la province, le Chaco et les Yungas. On y trouve des grenouilles Physalaemus biligonigerus, Pleurodema borellii, plusieurs espèces de Leptodactylus (Leptodactylus chaquensis, Leptodactylus gracilis, Leptodactylus latrans, Leptodactylus mystacinus, Leptodactylus latinasus), également le Telmatobius oxycephalus (qui n'a été observée que dans les yungas Salta-Jujuy), le Telmatobius stephani, ainsi que les crapauds Rhinella schneideri ou Bufo paracnemis, Rhinella ou Bufo gallardoi, et Rhinella arenarum.

On observe aussi plusieurs espèces des genres Hyla, Scinax (Scinax fuscovarius) et Oreobates (notamment Oreobates discoidalis, Oreobates barituensis).

On trouve dans ces régions des grenouilles marsupiales, amphibiens particuliers qui mettent leurs œufs dans une poche située sur le dos, d'où les jeunes sortent une fois terminé leur stade larvaire. Parmi elles, il faut citer le Gastrotheca chrysosticta, espèce exclusive des départements de Santa Victoria et d'Iruya (parc national Baritú).

#### Poissons
Peu pollués, les cours d'eau de la province sont très riches en poissons. On y trouve notamment le surubi (Pseudoplatystoma corruscans), le boga (Leporinus obtusidens), le dorado (Salminus brasiliensis), le pacú (Piaractus mesopotamicus), le pejerrey perugiae (Odontesthes perugiae), le sábalo (Prochilodus lineatus), le patí (Luciopimelodus pati). Et puis il y a aussi le manguruyú ou Zungaro zungaro, véritable monstre des rivières qui apprécie les fonds boueux, abondants dans la région du Chaco et notamment dans le bassin du río Bermejo. Le manguruyú peut peser plus de 120 kilos. Avec l'Arapaima gigas de l'Amazonie, ils forment un couple de poissons géants des eaux douces d'Amérique du Sud. Un adulte peut atteindre une longueur de 1,7 mètre et atteindre un poids de plus de 100 kilogrammes. De très grande force, il est capable de renverser un bateau de pêcheur, s'il se sent attaqué.
On trouve aussi l'armado (oxydoras kneri), le tararira (Hoplias malabaricus).
La majorité des poissons chats à l'exception notable du Patí, ont les nageoires dorsales et pectorales pourvues d'épines pointues et venimeuses. Leur chair est délicieuse. Il en est de même pour une autre espèce de poisson chat de très grande taille et très recherché : le surubi tigré ou Pseudoplatystoma corruscans.
Les raies de rivières sont aussi présentes. Elles appartiennent au genre Paratrygon ou Potamotrygon des dasyatidés. Il en existe 4 espèces. Elles sont pourvues d'épines toxiques sur le dos de la queue, qui provoquent dans les cas bénins des ulcères rebelles de la peau. On y trouve notamment le chucho de río (Potamotrygon motoro). La queue de ce poisson, redoutable dard à multiples dents très pointues, est vénimeuse et a déjà tué des baigneurs malchanceux. Le dard traversant une artère peut aussi causer des hémorragies fatales. Nombreux sont aussi les piranhas ou pirañas, des espèces serrasalmus aureus et serrasalmus marginatus (appelés localement palometas).

### Zones protégées et parcs nationaux
On compte trois parcs nationaux dans la province. Ils constituent un de ses attraits : 
- le parc national El Rey, dans les Yungas
- le parc national Baritú
- le parc national Los Cardones

Il en va de même de la réserve provinciale Los Andes
Il faut aussi citer :
- la réserve nationale El Nogalar de Los Toldos
- le parc provincial Laguna Pintascayo, dans la région des Yungas
- le parc provincial Potrero de Yala
- la Quebrada de las Conchas, entre le petit bassin de Cafayate et la cuvette de Salta (Valle de Lerma), le long de la route nationale 68. Zone protégée de 25 784 hectares créée en 1995.

### Province de Salta et l'axe du Capricorne
Ces dernières années les pays d'Amérique du Sud ont de grands projets de travaux d'infrastructure routière et de communication à réaliser ou déjà réalisés, devant permettre de se relier entre eux, et de stimuler ainsi leurs économies, mais aussi de relier les deux grandes rives atlantique et pacifique pour stimuler et faciliter le commerce international (vers l'Asie surtout).
Parmi ces projets, celui dénommé « axe du Capricorne » (Eje de Capricornio) défini par l'IIRSA, doit permettre de relier le sud industrialisé du Brésil avec les ports du nord chilien d'Antofagasta et de Mejillones, en traversant les Andes au niveau des provinces argentines de Salta et de Jujuy. De gros investissements sont prévus en Argentine dans ces deux provinces, et également dans celles du Chaco et de Formosa vers le Paraguay et le Brésil.
En ce qui concerne la province de Salta, une série d'importants travaux d'infrastructure routière et ferroviaire sont prévus ou déjà en cours :
- Construction d'un pont binational (Argentine-Bolivie) entre les villes de Salvador Mazza et Yacuiba, avec construction d'un poste frontière moderne.
- Réhabilitation du rameau C-15 du chemin de fer General Manuel Belgrano entre Ciudad Perico et Salvador Mazza (gare frontière "Pocitos").
- Réhabilitation du rameau C-14 du chemin de fer General Manuel Belgrano entre Salta et le col Paso Socompa à la frontière chilienne en direction du port d'Antofagasta (train des nuages).
- Réhabilitation de la branche ferroviaire C-18 entre Joaquín Víctor González et Pichanal.
- Réhabilitation des branches ferroviaires C-3 et C-12 (qui ensemble forment la voie Resistencia-San José de Metán et relient ainsi le río Paraná à la province de Salta.
- Modernisation de la branche C-25 du chemin de fer General Manuel Belgrano entre Embarcación et Formosa reliant le territoire de la province avec la frontière du Paraguay.
- Duplication et réhabilitation de la route nationale 50, section Pichanal-Nueva Orán.
- Revêtement en dur de la route nationale 51, entre Campo Quijano près de Salta, et le col Paso de Sico à la frontière chilienne.
- Revêtement en dur de la route Tartagal-Misión La Paz-Pozo Hondo (frontière paraguayenne), avec poste frontière moderne à Pozo Hondo. Avec prolongation de cette réhabilitation sur toute la portion inachevée de la route nationale 86 (entre Villa Gral. Güemes et Pozo Hondo sur le territoire de la province de Formosa). De ce fait une liaison routière moderne complète existera entre Clorinda-Asuncion à l'est et Tartagal-Salta à l'ouest.

En outre la construction d'une puissante interconnexion électrique est prévue entre les provinces du nord-ouest et du nord-est argentins, sous forme d'une ligne à haute tension San Miguel de Tucumán-Salta-Resistencia.
Source : Site de l'IIRSA .

## Démographie
|                 | 1895      | 1914      | 1947       | 1960       | 1970       | 1980       | 1991       | 2001       | 2010       |
| --------------- | --------- | --------- | ---------- | ---------- | ---------- | ---------- | ---------- | ---------- | ---------- |
| Salta           | 118 015   | 142 156   | 290 826    | 412 854    | 509 803    | 662 870    | 866 153    | 1 079 051  | 1 215 207  |
| Total Argentine | 4 044 911 | 7 903 662 | 15 893 811 | 20 013 793 | 23 364 431 | 27 949 480 | 32 615 528 | 36 260 130 | 40 091 359 |

D'après l'INDEC (Institut argentin des statistiques et des recensements), en 2003, la population était estimée à 1 191 748 habitants.
En 1895, il n'y avait que 118 015 habitants qui peuplaient le territoire de la province, d'une superficie un peu plus vaste que la moitié de celle de l'Italie. La croissance démographique a été cependant nettement plus faible que celle de l'ensemble de l'Argentine jusqu'aux années 1950. 

Plus récemment, on remarque que la population de la province a plus que doublé entre 1970 et 2001, et affiche de ce fait un rythme d'accroissement supérieur à la moyenne du pays. Cette croissance forte est liée certainement à la fécondité élevée de ses habitants, mais aussi à une certaine immigration. La vigueur de la natalité observée ces dernières années dans la province (25 598 naissances en 2000, et 27 307 en 2004, soit un taux de 23,9 pour mille) laisse entrevoir la poursuite d'une croissance démographique importante dans les prochaines décennies. 

De toutes les provinces argentines, celles qui progressent le plus en valeur absolue sont celles de Buenos Aires, de Córdoba, puis de Salta suivie de Santa Fe. Mais en valeur relative (pourcentage par rapport à la population totale), Salta l'emporte largement sur les trois autres,.
Cependant, les projections de population effectuées par l'INDEC (Institut argentin des Statistiques et des Cens) qui prévoyaient une population se montant déjà à 1 245 000 habitants en 2009 et 1 379 000 en 2015, soit un accroissement de plus de 22 000 personnes annuellement semblent avoir été un peu trop optimistes, cela à la suite de la grande crise argentine du début du siècle. La croissance de 2001 à 2010 n'a été que de 15 100 habitants annuellement, au lieu des 22 000 prévus.

### Évolution prévue jusque 2040
Les prévisions plus récentes de l'INDEC (à la suite du recensement de 2010) concernant les prochaines décennies prévoient pour 2040 une population provinciale de 1 728 163 habitants, pour une population totale du pays de 52 778 477 personnes la même année. On prévoit donc un accroissement de la population provinciale de l'ordre de 42 % par rapport à 2010, soit assez nettement plus que l'accroissement total argentin qui serait d'un peu plus de 31 % en trente ans.
|                   | 2001       | 2010       | 2020       | 2030       | 2040       |
| ----------------- | ---------- | ---------- | ---------- | ---------- | ---------- |
| Province de Salta | 1 079 051  | 1 215 207  | 1.424.397  | 1.589.668  | 1.728.163  |
| Total Argentine   | 36 260 130 | 40 091 359 | 45.376.763 | 49.407.265 | 52.778.477 |

### Religions
La majorité de la population (aux environs de 91 %) adhère à l'Église catholique apostolique romaine. Cependant tandis que les classes aisée et moyenne professent le catholicisme formel, les pauvres et les habitants des zones rurales professent un catholicisme syncrétique, sorte d'hybride avec les vieilles croyances ancestrales indigènes. Ainsi, dans la partie occidentale de la province, sur les hauts plateaux andins, le culte de la Pachamama (Terre-Mère) persiste, et il est loin d'être inhabituel de voir, dans le salon de certaines maisons, la figure d'une divinité païenne.
Les immigrants syriens et libanais arrivés dans la province au début du XXe siècle introduisirent le Catholicisme orthodoxe de rite antioquien, qui compte un nombre non négligeable d'adeptes dans les villes de Salta, Tartagal et autres localités importantes.
Les protestants, sous leurs différentes expressions ou confessions, ont aussi une place assez importante. Il faut citer l'Église anglicane, les Méthodistes, les Témoins de Jéhovah, les Mormons, les Luthériens, etc.
La communauté juive salteña est bien organisée et compte un rabbin pour accomplir ses offices religieux.
Il existe également des petits groupes de Musulmans (parmi les immigrants originaires du Moyen-Orient récemment arrivés), de Bouddhistes (immigrants d'origine chinoise et coréenne), et dans le département de Rosario de la Frontera, où sont installés de nombreux immigrants venus de l'Inde, il y a enfin une petite communauté de Sikhs,.

## Économie
Les activités économiques de la province représentent, ensemble, approximativement 1 % du PIB de l'Argentine.
La base de l'économie repose sur les cultures industrielles comme le tabac, la canne à sucre, les agrumes (pamplemousses), les haricots, la vigne et le coton. À souligner l'excellence de certains vins argentins produits notamment dans la région de Cafayate.
L'élevage est représenté par les troupeaux de bovins, et un peu de bétail chevalin, mais en proportion fort réduite.
Les mines et la production d'hydrocarbures ont une grande importance, surtout dans le nord de la province. Dans la région de la Puna, il y a de riches gisements de différents minéraux encore inexploités.
Dans les villes, surtout la capitale provinciale, la majorité de la population relève du secteur des services : commerce, éducation, banques et activités financières, transport, santé, etc. 
Un des principaux problèmes du Salta est l' "économie informelle" ou le travail au noir. Dans les zones rurales, bien des habitants travaillent dans des entreprises ou exploitations agricoles non enregistrées. Dans la capitale Salta on peut voir des milliers de "vendeurs ambulants".
Le PIB par habitant à Salta est de 9 000 dollars environ, alors que la moyenne argentine est de 14 280 dollars (PPA 2005).

## Archéologie
Au haut du volcan Llullaillaco, on a retrouvé des mommies sacrificielles de l'empire inca : les mommies du Llullaillaco. Congelées grâce aux grands froids d'altitude, ces mommies d'enfants furent victimes d'un rite sacrificiel incaïque appelé Qhapaq hucha ou Capacocha.

## Tourisme
La province de Salta possède des attractions multiples et variées, de quoi satisfaire des goûts très différents. Les patrimoines naturel, culturel et historique sont très riches.
- La ville de Salta La Linda (La belle) est à la fois une importante destination touristique et une excellente base pour explorer la région. La ville possède une série d'attractions; parmi elles citons ses maisons coloniales espagnoles et la cathédrale, ainsi que le musée archéologique dit Museo de Arqueología de Alta Montaña de Salta qui possède notamment trois momies gelées de l'empire Inca. Elles furent découvertes au sommet de 6 700 mètres du volcan Llullaillaco.
- Le Train des nuages. Depuis Salta, on peut effectuer un très intéressant voyage à travers les Andes, grâce au « train des nuages » qui fait partie du chemin de fer général Manuel Belgrano et qui enjambe canyons et ravins avant d'arriver à la ville de San Antonio de los Cobres, à 3 775 mètres d'altitude.
- Les ruines des mines d'Incahuasi sont aussi une destination de choix dans la province.
- Les Vallées Calchaquies et leurs superbes roches rouges.
- Cafayate, située au centre des vallées Calchaquies, ville du vin, constitue le second point d'attraction de la province.
- La Quebrada de las Conchas, près de Cafayate, au sein des Vallées Calchaquies, désormais inscrite sur la liste d'attente en vue d'être promue partie intégrante du patrimoine mondial de l'UNESCO en Argentine.
- La pittoresque petite cité de Cachi et les villages environnants comme Payogasta constituent des destinations de choix.
- Les Cuevas de Acsibi sont des grottes situées dans la vallée du río Calchaquí. Elles sont à la fois impressionnantes et surprenantes. Le site est distant de 15 km de la localité de Seclantás.

Autres sites d'importance :
- Iruya, petite ville pittoresque bâtie à flanc de montagne.
- Salinas Grandes
- Parc national Los Cardones
- Parc national El Rey, dans les Yungas
- Parc national Baritú
- Lac de Cabra Corral (à 84 km de Salta)
- Lac de barrage El Tunal (à 184 km)
- Cuesta del Obispo, sur la route vers le parc national Los Cardones (à 122 km de Salta)
- Molinos (à 206 km)
- Seclantás
- Laguna de Brealito, près de la localité de Seclantás.
- Ruines de Tastil, dans la quebrada du Río Toro (106 km de Salta)
- San Antonio de los Cobres (à 160 km de Salta)
- Le Viaduc La Polvorilla (à 20 km de San Antonio de los Cobres)
- Thermes de Rosario de la Frontera (à 174 km de Salta)
- La Caldera (à 22 km de Salta sur la route de Jujuy. Une route en corniche traverse la zone des Yungas)
- Barrage de Campo Alegre (à 5 km de La Caldera)

À travers la province, on peut pratiquer de nombreux sports, comme le trekking et le rafting, l'alpinisme et le saut à l'élastique.

### Pêche sportive
En raison de l'abondance de l'ichtyofaune de la province (ainsi que dans la totalité du vaste bassin du Paraná), la pêche sportive est fort pratiquée. C'est dans le puissant río Bermejo que l'on peut faire les plus belles prises, ainsi que dans les lacs de barrage de Cabra Corral et d' El Tunal. Le lac de Cabra Corral, est à la fois un lieu de repos et un lieu de choix pour les pêcheurs et touristes venus se reposer.

### Gastronomie
La gastronomie de Salta est un mélange de traditions de différentes cultures, tant andines qu'espagnoles et indigènes, apparues progressivement et donnant lieu à une grande variété de plats savoureux,,. Elle est aujourd'hui une cuisine réputée et recherchée
Dans la province, grâce à sa haute production de légumes (qu'elle produit tout au long de l'année), on organise annuellement des fêtes culinaires tant dans la capitale qu'ailleurs sur le territoire provincial. À titre d'exemples :
- Le Locro (du quechua ruqru ou luqru) : c'est une sorte de ragoût à base de courges, de haricots et de maïs. On y ajoute du saucisson, du lard, de la viande fraiche et aussi des tripes de bœuf ou de mouton, plus diverses épices dont du paprika. Le tout est cuit à feu doux pendant des heures.
- L' Empanada salteña : faite avec de la viande maigre argentine coupée en morceaux, des pommes de terre, de la ciboulette, des œufs durs, des poivrons, de la courge et des condiments tels le paprika, le tout cuit dans un four ou frit dans la graisse. On peut aussi ajouter des olives ou des raisins.